# 香城郡
香城郡，南诏时设置的郡。
治所在今四川省盐源县，属会川都督。大理国时，属会川府。元朝至元十四年（1277年）改置盐井千户，十七年改为闰盐州。